# 圣热内斯
圣热内斯（法語：Saint-Genest）是法国洛林大区孚日省的一个市镇，属于埃皮纳区朗贝尔维莱尔县。该市镇2009年时的人口为136人。

## 人口
圣热内斯人口变化图示
| 数据来源：INSEE |